# Mary Ann Paton
Mary Ann Paton (1802–1864), fue una cantante y concertista escocesa.

## Biografía

### Primeros años de vida
Hija mayor de George Paton, quien fuera maestro de escritura en Edimburgo y aficionado al violín, y su esposa, de apellido Crawford, nació en Edimburgo en octubre de 1802. Ella y sus hermanas recibieron una buena formación musical y también fueron cantantes, Isabella debutó en la función benéfica de Mary Ann en el teatro Covent Garden, en 1824, como Letitia Hardy, y Eliza cantó en el teatro Haymarket en 1833.
A los ocho años, Mary Ann se presenta en conciertos públicos como cantante, intérprete de arpa y pianoforte (concierto en sol de Giovanni Battista Viotti), y recita la Oda a las Pasiones de William Collins y el Festín de Alejandro. La familia se instaló en Londres en 1811, y ella dio algunos conciertos, pero luego dejó de actuar. Recibió lecciones instrumentales de Samuel Webbe el joven, y después de seis años, comenzó una carrera como concertista, apareciendo en 1820 en Bath, y en 1821 en Huntingdon.

### En la escena londinense

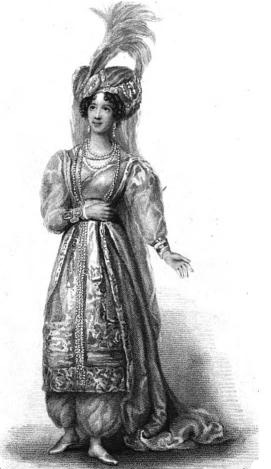
Mary Ann Paton como Mandane en Artajerjes.

En 1822 Paton se incorporó a la compañía de Haymarket, y el 3 de agosto probó el papel de Susanna en Las bodas de Fígaro. Con gran éxito de crítica, asumió los papeles de la Condesa en la misma ópera, de Rosina en el Barbero de Sevilla, de Lydia en Mañana, mediodía y noche (George Frederick Perry) y de Polly en la Ópera del mendigo. Luego pasó al Covent Garden, donde interpretó a Mandane en Artaxerxes, a Rosetta en Amor en la aldea, a Adriana en La comedia de los errores y a Clara en La Dueña (Thomas Linley, padre e hijo).
La reputación de Paton como cantante dramática creció cuando, en 1824, tomó el papel de Agatha en El cazador furtivo. Un gran triunfo fue su Rezia en Oberon, para la que Carl Maria von Weber dirigió los 16 ensayos, además de la representación del 12 de abril de 1826, dos meses antes de su muerte. Desde entonces se la considera a la vanguardia de su profesión. En 1831 fue contratada en el King's Theatre, donde cantó La Cenicienta y otras óperas italianas. De vuelta a Drury Lane, en 1832 interpretó el papel de Alicia en Roberto el diablo.

### Familia
El padre de Paton había insistido en que rompiera su compromiso con un joven médico llamado Blood, que actuó en escenarios durante un breve periodo de tiempo con el nombre de Davis. Se casó el 7 de mayo de 1824 con Lord William Pitt Lennox; se divorciaron en los tribunales escoceses en 1831. Ese mismo año se casó con Joseph Wood, un cantante tenor. Tuvo un hijo que nació en 1838.

### Vida posterior
Siendo la Sra. Wood, fue entonces a residir en Woolley Moor, en Derbyshire, con su marido. En 1840 visitaron Estados Unidos por primera vez. A su regreso se retiró a un convento durante un año, pero reapareció en el Teatro de la Princesa de Londres y en conciertos, en los que también participaba su marido.
Los Wood finalmente se establecieron en Bulcliffe Hall, cerca de Chapelthorpe, en Yorkshire, y fue allí donde murió Mary Ann Wood, el 21 de julio de 1864, a la edad de 62 años.

### Atribución
Este artículo incorpora texto de una publicación ahora en dominio público: «Paton, Mary Ann». Dictionary of National Biography (en inglés). Londres: Smith, Elder & Co. 1885–1900. OCLC 2763972. 
- Datos: Q16888398
- Multimedia: Mary Ann Paton / Q16888398